# Bassin parisien

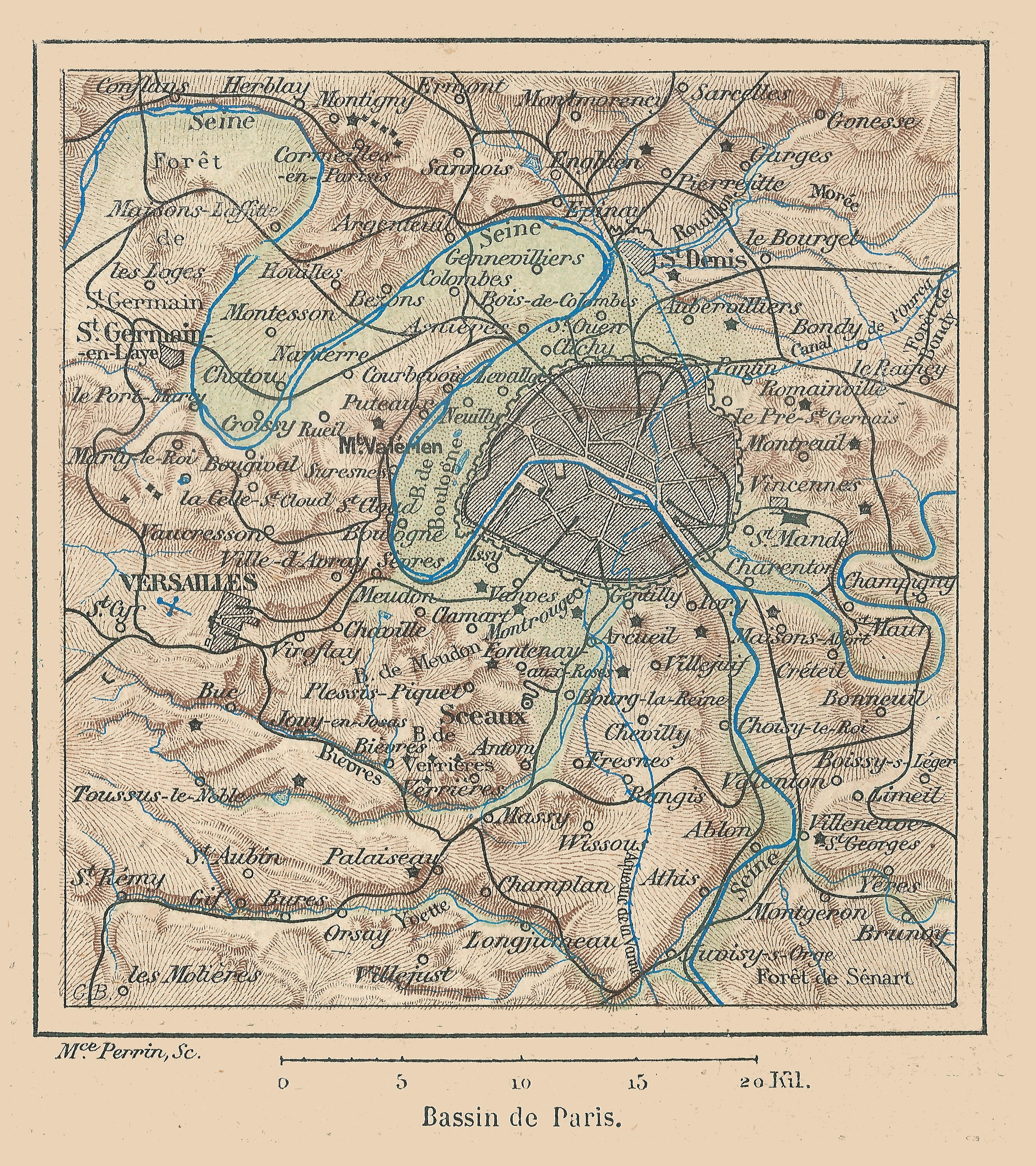
Le bassin de Paris (sensu stricto) selon une carte de Franz Schrader (1894).

Le Bassin parisien est, au sens restreint, une région non précisément délimitée qui entoure Paris. Au sens large et le plus couramment admis, c'est une région géologique, un ancien bassin sédimentaire, comprenant une grande partie de la moitié nord de la France, et débordant très peu sur la Belgique, le Luxembourg et l'ouest de l'Allemagne.
Il est délimité à l'ouest par le Massif armoricain, à l'est par les Vosges, l'Ardenne et le plateau de Langres (constituant le seuil de Bourgogne), et au sud par le Massif central. Il est relié au Bassin aquitain par le seuil du Poitou et à la plaine de Flandre par les collines de l'Artois.
Il comprend la totalité du bassin versant de la Seine, et de plusieurs petits fleuves côtiers, dont la Somme, ainsi qu'une partie du bassin de la Loire, et la partie amont des bassins de la Meuse et de la Moselle.
Le Bassin parisien présente un paysage sédimentaire composé de vastes plaines, de collines et de plateaux de basse altitude. La géomorphologie ainsi que la végétation varient avec la diversité des roches-mères sédimentaires : principalement des roches calcaires, des limons (placages de lœss), des argiles et des sables. Ce bassin fait partie intégrante du bassin sédimentaire intracratonique anglo-parisien à subsidence faible (sédimentation assez peu épaisse, aux dépôts de faible tranche d’eau dans des mers peu profondes et des lacs) contrôlé essentiellement par des processus eustatiques, constitué d'un socle hercynien sur lequel repose en discordance angulaire une couverture de 3 à 5 000 m.
Le Bassin parisien constitue l'une des premières régions économiques d'Europe, et l'une des principales zones d'investissements en France, et en Europe. La région compte le premier centre d'affaires européen, l'un des principaux complexes aéroportuaires européens, deux ports maritimes d'importance nationale (Le Havre et Rouen), les plus occidentaux de la Manche et deux vallées : celles de la Seine et la Loire. Peu dense mais situé à l'extrémité ouest des grandes routes de commerce continentales, il constitue un pôle autonome, relié à la mégalopole européenne, espace humainement très dense constituée par l'Europe rhénane (Pays-Bas, Belgique, Hauts-de-France, Luxembourg, Allemagne rhénane, Lorraine, Alsace, nord de la Suisse), connectée au sud-est de l'Angleterre et à l'Italie du Nord.

## Géographie

### Géographie physique
Le Bassin parisien est la plus grande région naturelle de France.
Il occupe une grande part de la moitié nord du pays. C'est un bassin sédimentaire qui affecte la forme d'une cuvette ouverte vers la Manche et l'Atlantique : il comprend la totalité du bassin versant de la Seine, et une partie importante de celui de la Loire ainsi que ceux de nombreux petits fleuves côtiers aux Hauts-de-France et en Normandie, dont la Somme.

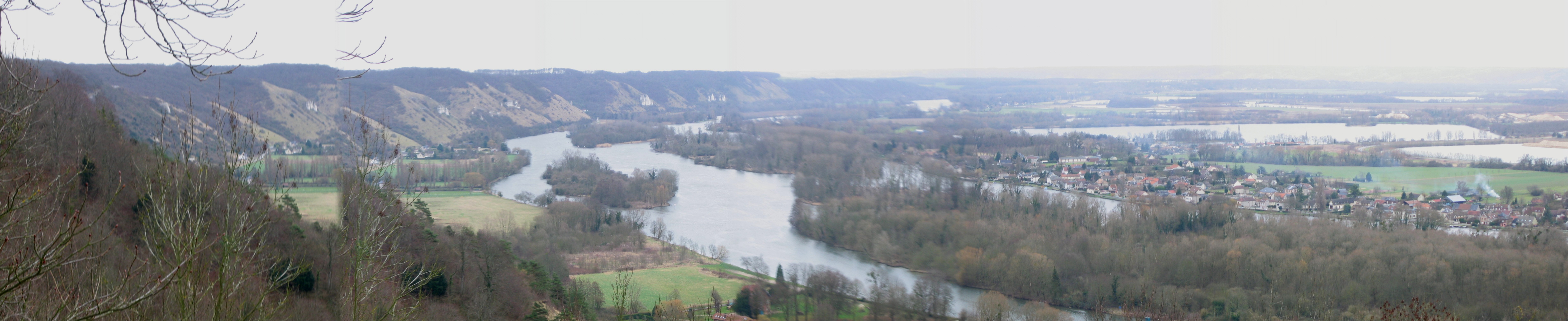
Le plateau normand et la vallée alluviale de la Seine.

Paysages : ce sont des plaines et des plateaux de faible hauteur. Sur le pourtour sud-est et est, vers les seuils de Bourgogne et en Champagne, l'érosion des différentes strates géologiques a formé des côtes qui sont en pente douce vers l'intérieur du bassin et beaucoup plus fortes vers l'extérieur, les cuestas (côtes de Meuse, côte des Bar, côtes de Moselle). Les plateaux (Barrois, Bourgogne, pays de Caux, Picardie, Soissonnais) attestent la présence du calcaire ou de la craie, qui résistent à l'érosion. Les surfaces y sont presque horizontales ou très peu ondulées. Les rivières découpent des vallées profondes. Les plaines (Boischaut, Champagne humide, Sologne) proviennent de terrains tendres facilement déblayés ou bien de roches dures qui ont bien résisté (Champagne sèche et Valois). Les vallées représentent une grande surface (en particulier celle de la Seine et de la Loire qui forment des plaines alluviales). Dans le centre du bassin, de nombreuses buttes (Montmorency, L'Isle-Adam, mont Valérien…) signalent la présence de calcaire au-dessus d'argiles ou de sables. Dans l'est, les cuestas précédées de buttes-témoins indiquent les couches de calcaires durs surplombant des couches plus tendres.
Eaux de surface : une grande partie du réseau hydrographique converge vers le centre du bassin (région de Paris) où la subsidence s'est maintenue très longtemps. Mais une autre partie est attirée vers le sud-ouest (mer des Faluns), la Loire étant détournée vers l'Atlantique (changement brutal de direction vers Orléans). Dans l'est, précocement stabilisé, les rivières (Meuse, Moselle), endiguées par les cuestas, se dirigent vers la mer du Nord.
La faiblesse des altitudes et les vastes surfaces planes favorisent la circulation sur des cours d'eau à pente faible ou sur des routes tracées sans difficulté. Aptitudes naturelles renforcées par le fait que le bassin s'ouvre facilement vers l'extérieur, par des régions d'altitude moyenne. Le Bassin parisien est séparé de la plaine flamande par les collines de l'Artois. Il confine, à l'ouest, au Massif armoricain. Il est séparé du Bassin aquitain par le seuil du Poitou, est limité au sud par le Massif central et le Morvan, et communique avec la vallée de la Saône par le seuil de Bourgogne. Il est limité à l'est par le massif hercynien des Vosges.
Eaux souterraines : le Bassin parisien repose en grande partie sur la craie du Crétacé supérieur (sur près de 110 000 km2 ; 20 % du territoire français). Il constitue avec celui du bassin de Londres, le plus grand volume carbonaté de l'ouest de l'Europe. La nappe de la craie constitue en France grâce à une forte porosité de la craie (porosité de plus de 45 %, en matrice et en fissures, localement karstique) un aquifère majeur (11 à 12 milliards de m3/an fournis). Sur la frange nord du Bassin parisien, dans le bassin Artois-Picardie, la nappe de la craie est l’aquifère le plus important en surface (80 % de la surface du territoire) et en volume d'eau fournie (76,5 % d’eau potable). Cette nappe est alimentée par les eaux de surface (loi de Darcy) et alimente à son tour des débits d’étiage élevés, même en période de sécheresse.

### Régions et grandes villes
Le Bassin parisien comprend l'Île-de-France, la Picardie, la Champagne-Ardenne, la Lorraine, le Centre, l'est de la Basse-Normandie (jusqu'au Plain) et la Haute-Normandie, le sud du Nord-Pas-de-Calais (au sud des collines de l'Artois) ainsi que trois départements, l'Yonne (région Bourgogne-Franche-Comté), la Sarthe (région Pays de la Loire) ainsi que le Maine-et-Loire (région Pays de la Loire).
Les principales agglomérations sont Paris, Reims, Le Havre, Rouen, Tours, Metz, Orléans, Le Mans, Amiens, Caen, Troyes et Nancy. Plus proches de Paris, on trouve un réseau de villes intermédiaires (appelées villes avant-postes, ville relais ou villes à une heure de Paris) à cheval entre la région administrative à laquelle elles appartiennent et la région parisienne vers laquelle elles regardent désormais et où leur population travaille de plus en plus souvent. C'est le cas de Beauvais, Chantilly, Chartres, Château-Thierry, Clermont, Compiègne, Creil, Dreux, Évreux, Montargis, Pithiviers, Pont-Sainte-Maxence, Sens, Soissons ou Vernon, plus proches de Paris, sont elles dans des situations géographiques les apparentant plus à une ville comme Meaux, déjà pleinement intégrée dans l'agglomération parisienne.

### Exploitation du sol

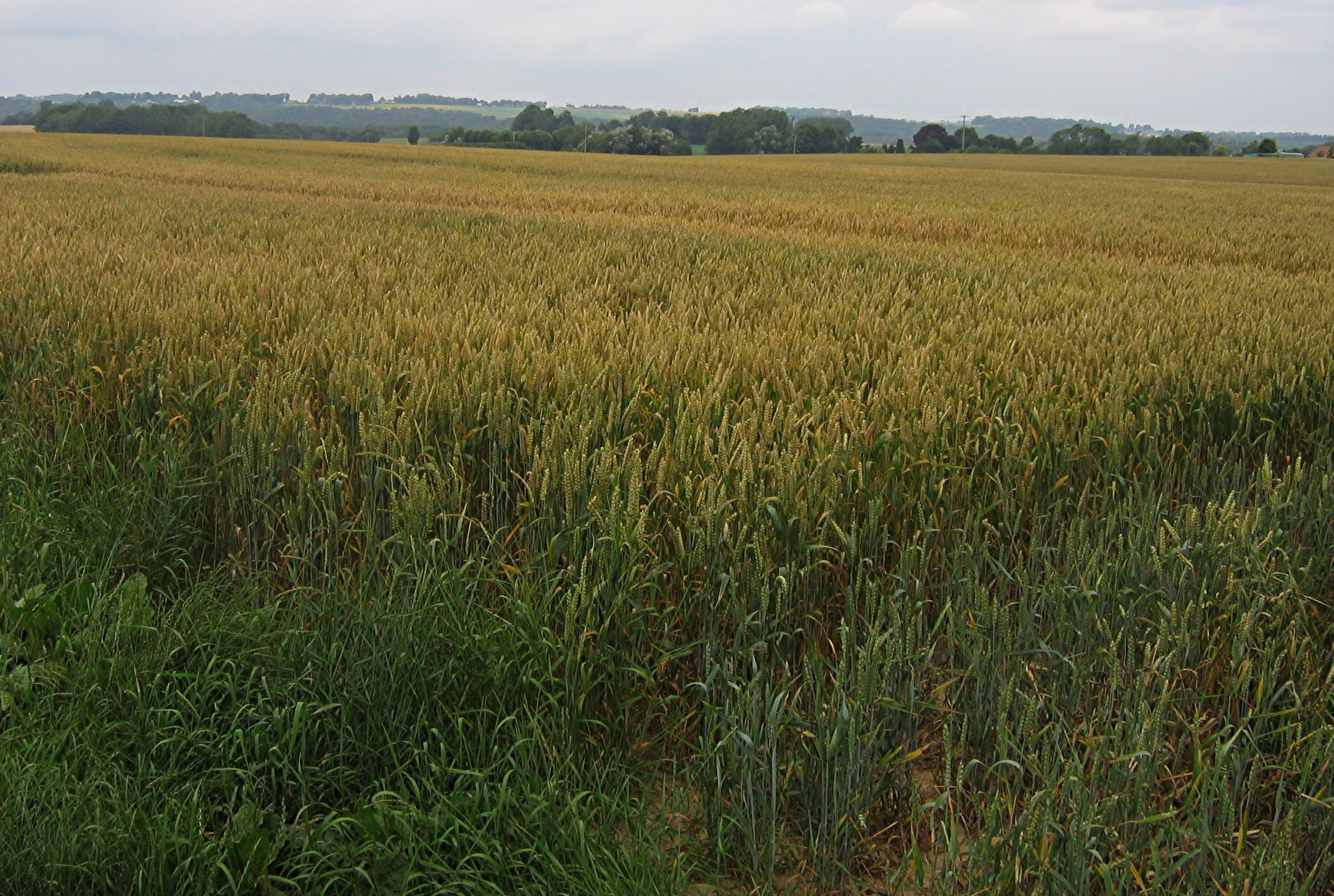
Champs de blé dans le pays de Caux.

Le Bassin parisien est une vaste région agricole. Ses faibles reliefs et son sol limoneux (placages de lœss sur socles calcaires) en Beauce, en Île-de-France et en Picardie entre autres sont favorables à la culture intensive de céréales, de betterave et de colza sur de très grandes exploitations. Plusieurs régions au sol plus argileux et compact sont plus favorables à la pâture et l'élevage, c'est le cas en Basse-Normandie notamment, mais aussi en pays de Bray, en Champagne humide, en Thiérache ou encore plusieurs parties de la Lorraine. La Haute-Normandie et l'ouest de la Picardie constituent une zone de transition entre céréales et élevage. Au sud, la Sologne, aux sols sableux acides et argileux marécageux, peu propices à la culture, est couverte de forêts, exploitées pour leur bois, et abrite gibier et oiseaux sauvages, ce qui en fait une des plus grandes régions de chasse de France, d'autres massifs sableux encore partiellement couverts de forêts existent comme dans la zone des sédiments du Tertiaire autour de Paris notamment.

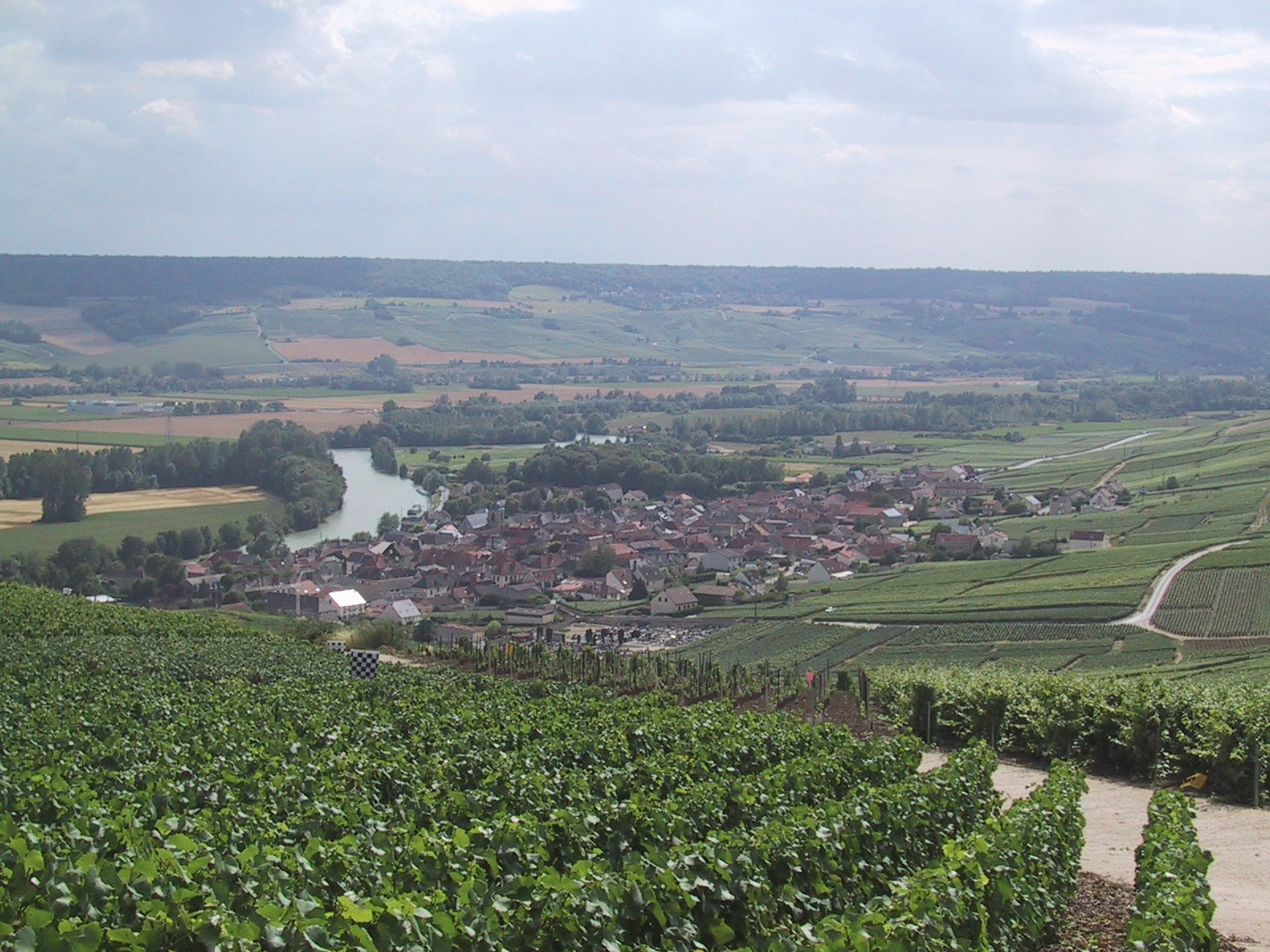
Vignoble dans la vallée de la Marne.

À l'est, en Champagne, les sols calcaires de la « Champagne crayeuse », perméables, associés à la géographie en côtes, est le domaine de la culture de la vigne localisée sur la cuesta d’Île-de-France séparant les terrains du Tertiaire et du Crétacé, d'où est issu le vin de Champagne. La culture de céréales permise récemment par des amendements sur de grandes exploitations très mécanisées fait de l'ancienne « Champagne pouilleuse » une grande région agricole. La vallée de la Loire, entre Beauce et Sologne, est une région de culture de la vigne et de maraîchage.

## Géologie

### Description

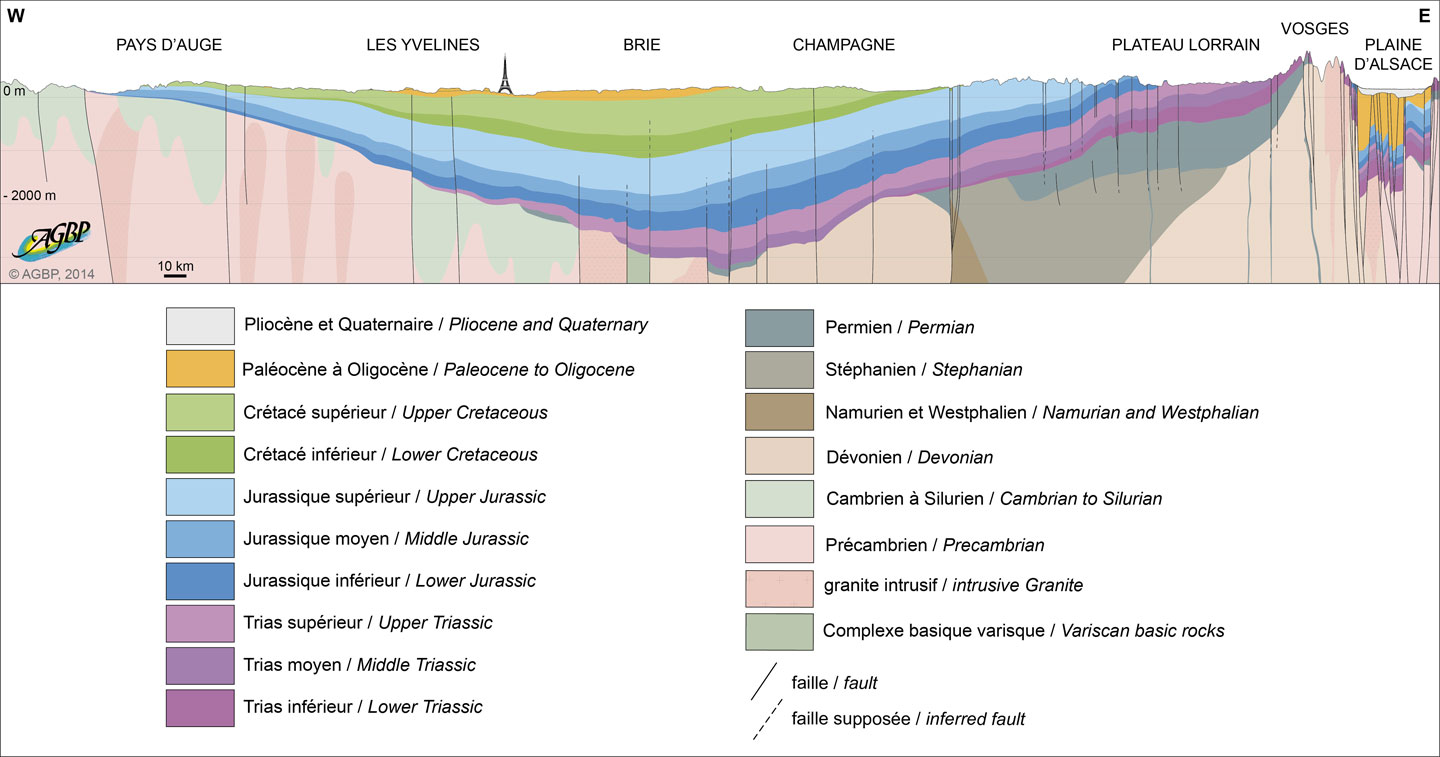
Extrait de la coupe géologique détaillée montrant la couverture sédimentaire du Bassin parisien (en violet : Trias ; en bleu : Jurassique, en vert : Crétacé, en orange : Tertiaire) de l’Ile-de-France, recouvrant le bassin sarro-lorrain permien et carbonifère (en gris et en brun) : profondeur de la coupe : 3500 m (source AGBP).

Au sens géologique, le Bassin parisien est une vaste cuvette sédimentaire aux roches d'origines marine, lacustre et lagunaire, puis fluviatile, accumulées, au centre du bassin (environs de Château-Thierry), sur 3 000 mètres de profondeur sur un socle hercynien. Cette cuvette est délimitée par d'anciens massifs hercyniens (Ardenne, Hunsrück, Vosges, Morvan, Massif central et Massif armoricain). Il communique avec le Bassin aquitain par le seuil du Poitou, avec la vallée de la Saône par le seuil de Bourgogne et avec la plaine germano-polonaise par la plaine flamande. De façon schématique, on peut comparer le bassin à une série d'auréoles concentriques, les plus jeunes au centre et les plus anciennes à la périphérie, dans une configuration semblable à une pile d'assiettes, les plus petites emboîtées dans les plus grandes. Ces auréoles sédimentaires sont délimitées les unes des autres par des coteaux, les cuestas.
La coupe géologique du Bassin parisien montre que ce n'est pas Paris qui est au centre géologique du Bassin parisien. Sa plus grande épaisseur est au droit de la Brie (à 80 km à l'est à Courgivaux), où un sondage montre une couverture sédimentaire de presque 3 000 m d'épaisseur avant d'atteindre le socle.
Ainsi, un gigantesque bassin d’âge Carbonifère daté entre 295 et 315 millions d’années est reconnu à son extrémité orientale, où plus de 5 000 mètres de sédiments s'accumulent. Jusqu’alors, on ne connaissait son existence que par les exploitations de charbon dont il fit l’objet à la fin du XIXe et début du XXe siècle. D’autres bassins permo-carbonifères ont été reconnus depuis les dernières décennies profondément enfouis à plusieurs kilomètres de profondeur sous la couverture sédimentaire.

### Formation géologique

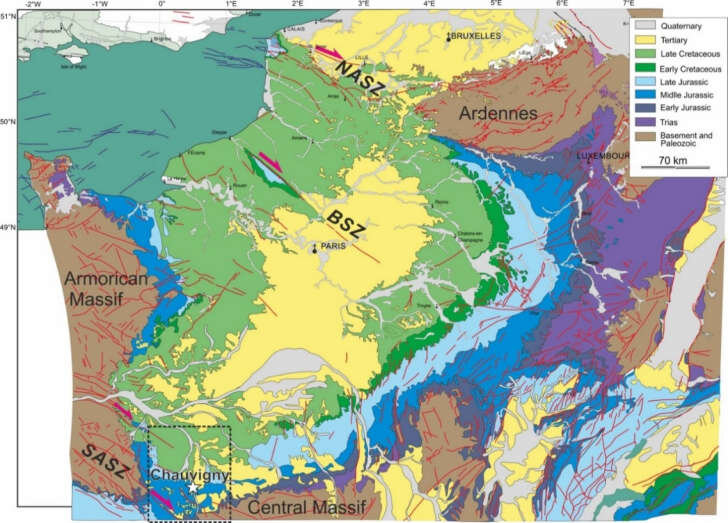
Carte géologique du Bassin parisien.

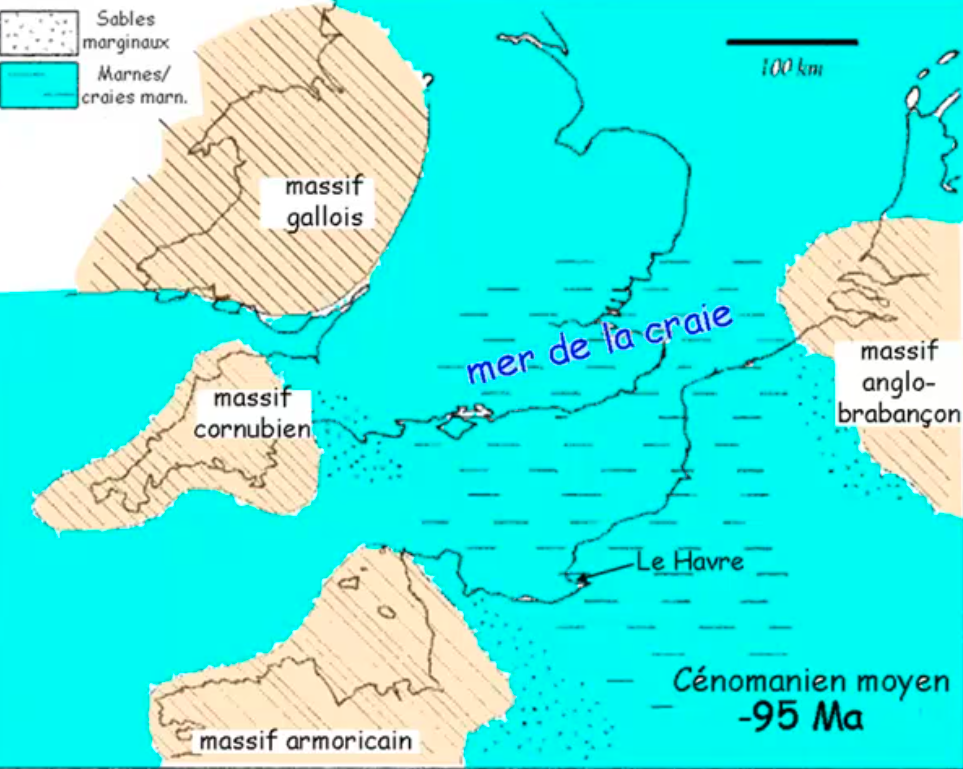
La « mer de la craie » correspond à une transgression marine induite par une accélération du taux d'expansion de la dorsale médio-atlantique.

Il repose sur un socle cristallin profondément enfoui, vraisemblablement d'origine néoprotérozoïque, dont les roches datent de l'orogenèse cadomienne.
- Après l'érosion de la région au Cambrien, la région est recouverte par une mer peu profonde et des sédiments (grès et schistes) se déposent. Au Silurien, sous l'action de la tectonique des plaques, le futur Bassin parisien se détache du Gondwana et dérive avec le microcontinent Armorica. Celui-ci s'accrétionne à nouveau avec le Gondwana au sud au début du Dévonien et entre en collision avec l'Euramérique au nord à la fin du Dévonien. Ces événements provoquent l'orogenèse hercynienne qui affecte toute l'Europe centrale au Carbonifère, et plisse les sédiments antérieurs. À la fin du Carbonifère, la France entière est occupée par d'imposantes montagnes, et le Bassin parisien est alors un haut-plateau (type Tibet) cerné au nord et au sud par deux chaînes montagneuses. Seuls font exception à ce paysage élevé la plaine flamande et le Pas-de-Calais, où se déposent dans des marais des résidus végétaux rapidement ensevelis par les débris de l'érosion intense des reliefs, qui formeront les bassins houillers du Nord et de la Belgique.

- Dès la fin du Carbonifère puis au Permien, la région du Bassin parisien s'affaisse, par réaction post-orogénique. Après avoir été compressée, la croûte terrestre, élastique, se relâche. Des fossés d'effondrement[5] ont été détectés dans le socle sous 3 000 mètres de sédiments plus récents.

- Au début du Trias, la dépression ainsi créée voit se sédimenter des roches détritiques terrigènes issues de l'érosion des massifs hercyniens environnants, formant des couches de grès. Vers la fin du Trias, le bassin est recouvert par une mer tropicale peu profonde, reliée à la mer germanique à l'est et la Téthys alpine aux eaux tropicales au sud ; mer qui a laissé des dépôts évaporitiques, la région se trouvant sous des latitudes tropicales désertiques (autour du tropique du Cancer).

- Au Jurassique, une transgression marine met en communication le Bassin parisien et le Bassin aquitain dès le Lias inférieur[6]. Après le dépôt de calcaires lagunaires vient une sédimentation marine détritique avant que ne s'établissent, jusqu'à la fin du Jurassique, des environnements de dépôts à dominante carbonatée (calcaires, dolomies). Dans le même temps, sous l'action conjuguée du poids des sédiments et de la fragmentation de la Pangée, qui étire la croûte continentale, le bassin s'enfonce (phénomène de subsidence).

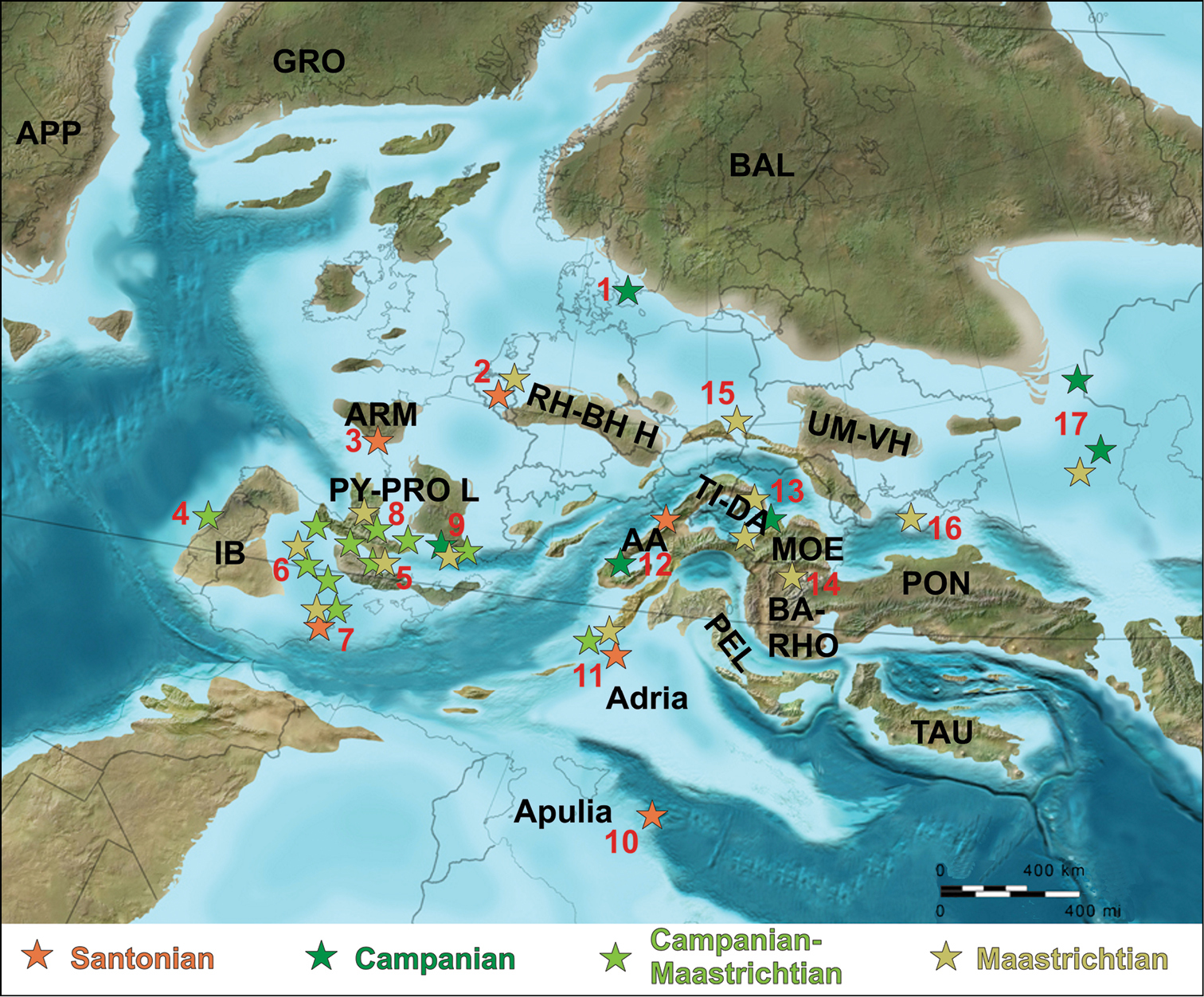
Carte reconstruite de l'Europe au Crétacé supérieur il y a 75 Ma.

- Au Crétacé, la tectonique extensive prend fin avec l'activité de la dorsale Atlantique Nord qui a provoqué l'ouverture du golfe de Gascogne, et le bassin se retrouve émergé dans sa partie nord. Le sud est cependant régulièrement inondé par la mer. Se dépose une alternance de marnes et de sables au Crétacé inférieur (Albien). Au Crétacé moyen et supérieur, lors d'une importante transgression marine globale, une mer chaude (25 °C), peu profonde (0 à 200 mètres), envahit de nouveau l'intégralité du bassin et dépose des couches de craie sur plus de 600 mètres d'épaisseur, formées par l'accumulation des coques (tests) calcaires d'un type de phytoplancton, les coccolithophoridés, aujourd'hui affleurant en Champagne crayeuse, en Picardie et en Haute-Normandie[7].

- Au Paléocène, des déformations tectoniques de grandes longueurs d'onde de la lithosphère continentale ouest-européenne, répondent à un régime compressif lié aux bombements associés à l'ouverture du golfe de Gascogne au Crétacé inférieur, au flambage lithosphérique pendant la compression pyrénéenne (du début du Cénozoïque à la fin de l'Éocène moyen), puis lors de la compression alpine (à partir du Miocène supérieur). L'ouverture de l'océan Atlantique à l'origine de l'orogenèse pyrénéenne et alpine est associée à la mise en place de vastes synformes et antiformes (de direction alpine NE-SW, de direction pyrénéenne proche de W-E, ou de direction hercynienne NW-SE résultant de réactivation des plis formés lors de l'orogenèse varisque)[8]. À ces déformations se surimposent des déformations à courtes longueurs d'onde qui se traduisent sur le terrain par des plis (ondulations anticlinales et synclinales) et des failles souvent guidées par l'ancienne trame hercynienne d'orientation armoricaine à l'ouest, varisque à l'est, méridienne au sud[9], plus des failles de direction N20 à N60 liées à la fracturation de la voûte anticlinale du seuil de Bourgogne liée au rifting ouest-européen)[10],[11]. Le sud du Bassin parisien se retrouve émergé, tandis que sa partie orientale, le massif des Vosges, se soulève, courbant les couches sédimentaires et relevant les bords de la cuvette. Ces couches portées en altitude par le contrecoup du plissement alpin sont ainsi fortement exposées à l'érosion qui favorise la formation des cuestas du Bassin parisien, l'érosion dégageant les couches anciennes. Sous un climat tropical, les dépôts de sédiments se font au rythme des transgressions et régressions marines successives qui affectent la région. Les formations sédimentaires qui en résultent sont soit d'origine marine (calcaire ou sable), soit d'origine lagunaire (argile, marnes) ou lacustre (marne, calcaire). La mer repoussée vers le nord-ouest dépose des calcaires coquilliers.

- Au début de l'Éocène, période de transgressions et de récessions marines, la mer, venant du nord-ouest, envahit à nouveau le centre du bassin, jusqu'en Champagne à l'est et dans le sud de l'Île-de-France au sud. Sables, argiles et calcaires se déposent, dont les sables de Beauchamp. Laissant place à une lagune centrée sur Paris, elle revient pour la dernière fois pendant l'Oligocène et dépose les sables dits de Fontainebleau, épais d'environ 50 m et qui forment des dunes créées par les vents. Ces sables, lessivés par une circulation de nappe captive qui a provoqué leur décarbonatation, libèrent de la silice mise en solution par ces nappes, ce qui conduit à leur sommet à la formation de lentilles de grès par précipitation localisées en bandes étroites orientées WNW–ESE. Ces Grès de Fontainebleau se développent généralement dans la partie supérieure de la masse de sable, se transformant progressivement en dalles de grès, que l’on observe aujourd’hui sur les platières (sommet de presque tous les plateaux, buttes et collines des environs de Paris, à Meudon, à Sannois, à Fontenay-aux-Roses, à Montmorency) et les chaos en forêt de Fontainebleau, par exemple[12]. Ces grès sont recouverts par les calcaires de Beauce qui comprennent le calcaire d'Étampes, la molasse du Gâtinais, le calcaire de Pithiviers, les marnes de Blamont et le calcaire de l'Orléanais. Ils représentent des faciès lacustres qui se sont déposés dans le sud-ouest du bassin à l'Oligocène et au Miocène. Le fond de ce grand lac peu profond qui s'étend de l'Orléanais[13] à la Normandie est tapissé d’algues et de bactéries qui ont provoqué la précipitation de dépôts irréguliers de calcaires très durs[14]. La seconde période de plissement se produit du Lutétien (étage de l'Éocène) à l'Oligocène (compression N–S) en partie contemporaine de l'extension E–W associée au rifting ouest-européen[15].

- Au Miocène, le réseau hydrographique actuel, dont la Seine, est mis en place. Le bassin est alors une vaste plaine dominant à peine le niveau de la mer.

- Au Pliocène, la région est soulevée par les forces tectoniques : la Seine, confrontée à une pente plus forte, s'enfonce sur place, creusant dans les couches sédimentaires : c'est le début de la formation des coteaux de Seine, visibles en Haute-Normandie, qui met au jour les craies du Crétacé. L'érosion des terrains portés en altitude accélère la formation des cuestas.

- Lors des glaciations du Pléistocène, le niveau de la mer baisse. La Seine adopte une pente plus forte et continue de creuser sa vallée. C'était à l'époque un fleuve bien plus puissant qu'aujourd'hui. À la fin du Pléistocène, le lac formé par la fonte de la calotte glaciaire nord-européenne et situé au sud de la mer du Nord déborde au niveau du pas de Calais et se déverse dans l'océan Atlantique, provoquant une forte érosion des couches tertiaires et crétacées, creusant ainsi le pas de Calais et séparant le Bassin parisien de l'Angleterre.

- Pendant l'Holocène qui voit la fin des glaciations, la Seine, qui retrouve un cours moins violent, dépose limons et sables pour former les îles que l'on voit aujourd'hui. Le Bassin parisien se couvre d'une forêt tempérée décidue.

### Ressources géologiques

#### Matériaux et substances utiles
- Pierres de construction : les pierres de taille calcaires et les moellons extraits du sous-sol de Paris ont servi à la construction de très nombreux bâtiments de la capitale depuis plus d'un millénaire, il en va de même dans tout le Bassin parisien, les grandes cathédrales gothiques, nombreuses, qui dominent les riches plaines agricoles sont un des symboles les plus forts et marquants des paysages du Bassin parisien qui fut le berceau de l'architecture gothique grâce à la qualité de ses pierres calcaires, mais aussi les nombreuses églises de village et abbayes romanes, les châteaux de la Loire de la Renaissance construits en tuffeau blanc du Crétacé, et les nombreux palais classiques des XVIIe et XVIIIe siècles comme les châteaux de Versailles et de Vaux-le-Vicomte. Ainsi, le calcaire lutétien des carrières de Paris a été utilisé dès la période romaine pour la construction et l'extension de Lutèce ; les calcaires de Berchères-les-Pierres ont servi à bâtir la cathédrale de Chartres, la pierre de Château-Landon certaines parties de l'arc de triomphe de l'Étoile et de nombreux monuments de Paris[16], la pierre de Caen est extraite dans la partie centrale du Calvados.

- Les craies : fabrication du ciment artificiel et des poudres.

- Le gypse : la région (notamment la rive nord de la Seine) en contient les plus importants gisements d'Europe, il est d'âge Éocène. Le gypse sert principalement à la fabrication du plâtre. Le plâtre de Paris a une réputation mondiale.

- Les sables : ils sont de qualité très diverse. Le « sable de Fontainebleau » d'âge Oligocène qui affleure notamment en de nombreux endroits au sud de Paris et dans la forêt de Fontainebleau, a une granulométrie très fine et est considéré comme l'un des sables les plus purs au monde en silice, d'où sa grande blancheur. Il est exploité dans les environs de Nemours et exporté pour des utilisations variées dans le monde entier : verrerie d'art et verrerie optique, cristallerie, silicium métal, fibre optique, sable de laboratoire, bétons artistiques, terrains sportifs, etc. Il a été utilisé pour la fabrication des vitres de la pyramide du Louvre.

- Mais aussi : argiles, tourbes, grès…

#### Ressources énergétiques
- Pétrole
- Géothermie
- Stockage souterrain des gaz combustibles

#### Aquifères
Il existe une vingtaine de nappes aquifères, mais seules quelques-unes sont exploitées :
- nappe des alluvions ;
- nappe de Beauce (France)[17] ;
- nappe de Champigny ;
- nappe du Soissonnais ;
- nappe de la craie ;
- nappe des sables verts de l'Albien.

### Sites géologiques du Bassin parisien

#### Marne

##### Carrièreet sentier pédagogiques deMailly-Champagne
En sept étapes, l'histoire de cette partie du Bassin parisien durant les 70 derniers millions d'années est abordée sous une forme accessible à tous. Le parc naturel régional de la Montagne de Reims a édité un guide explicatif et organise parfois des visites guidées.

#### Val d'Oise

##### CarrièredeVigny

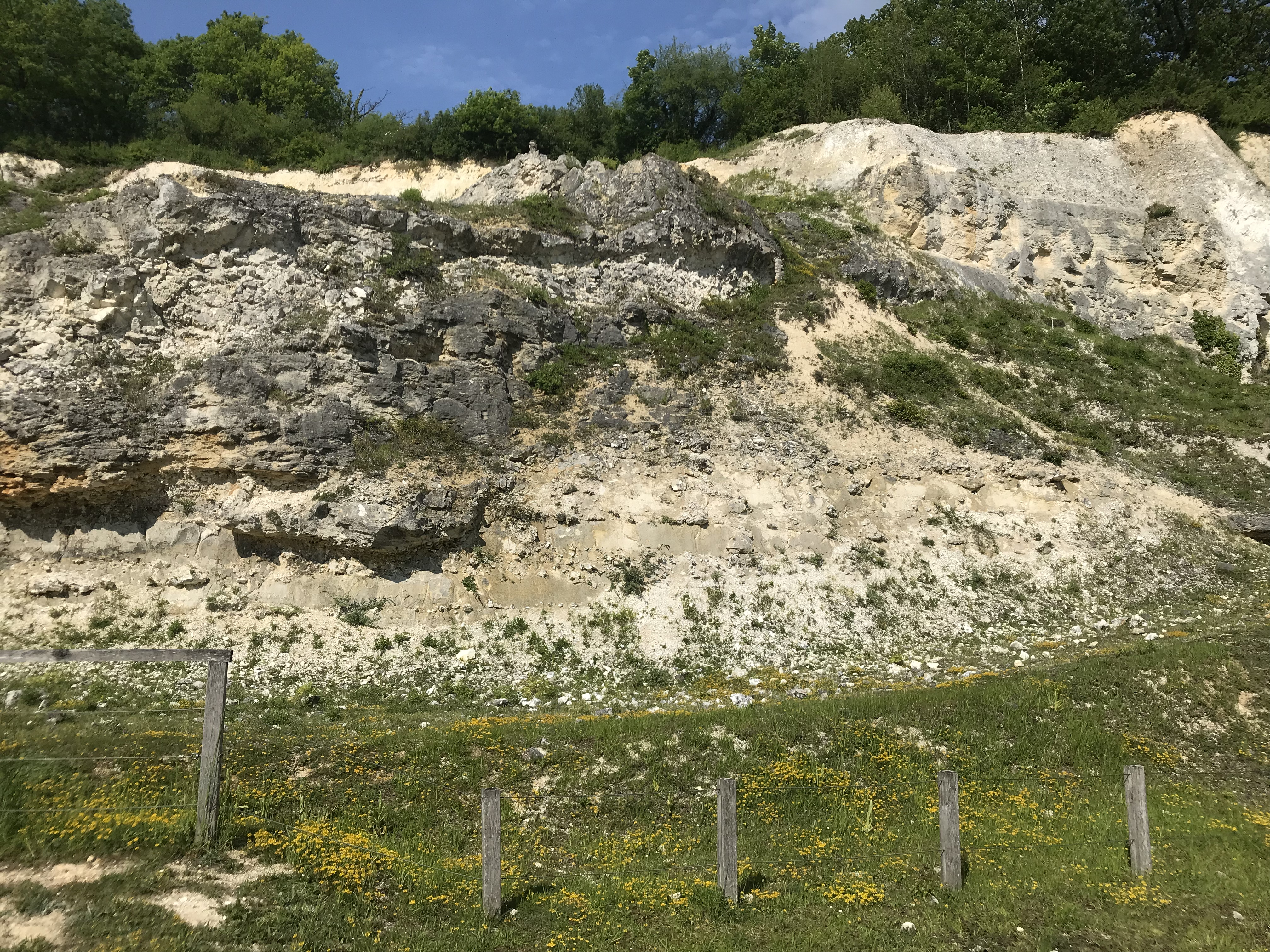
Carrière de Vigny.

Ancien massif corallien échoué aujourd'hui dans la plaine, la carrière de Vigny est l'un des rares témoins en France de la période de transition secondaire-tertiaire. De cette carrière en exploitation jusqu'en 2001, on a tiré une des pierres les plus belles du Vexin.

##### Carrière Lambert deCormeilles-en-Parisis
Carrière montrant des terrains de l'Éocène supérieur et de l'Oligocène, dont on a extrait d'importantes quantités de gypse (fabrication du plâtre).

##### Carrière d'Auvers-sur-Oise
Les sablières du Bois-le-Roi présentent notamment à l’affleurement les sables d’Auvers ; elles constituent le stratotype de l'Auversien (environ -40 millions d’années).

##### Site du Guépelle

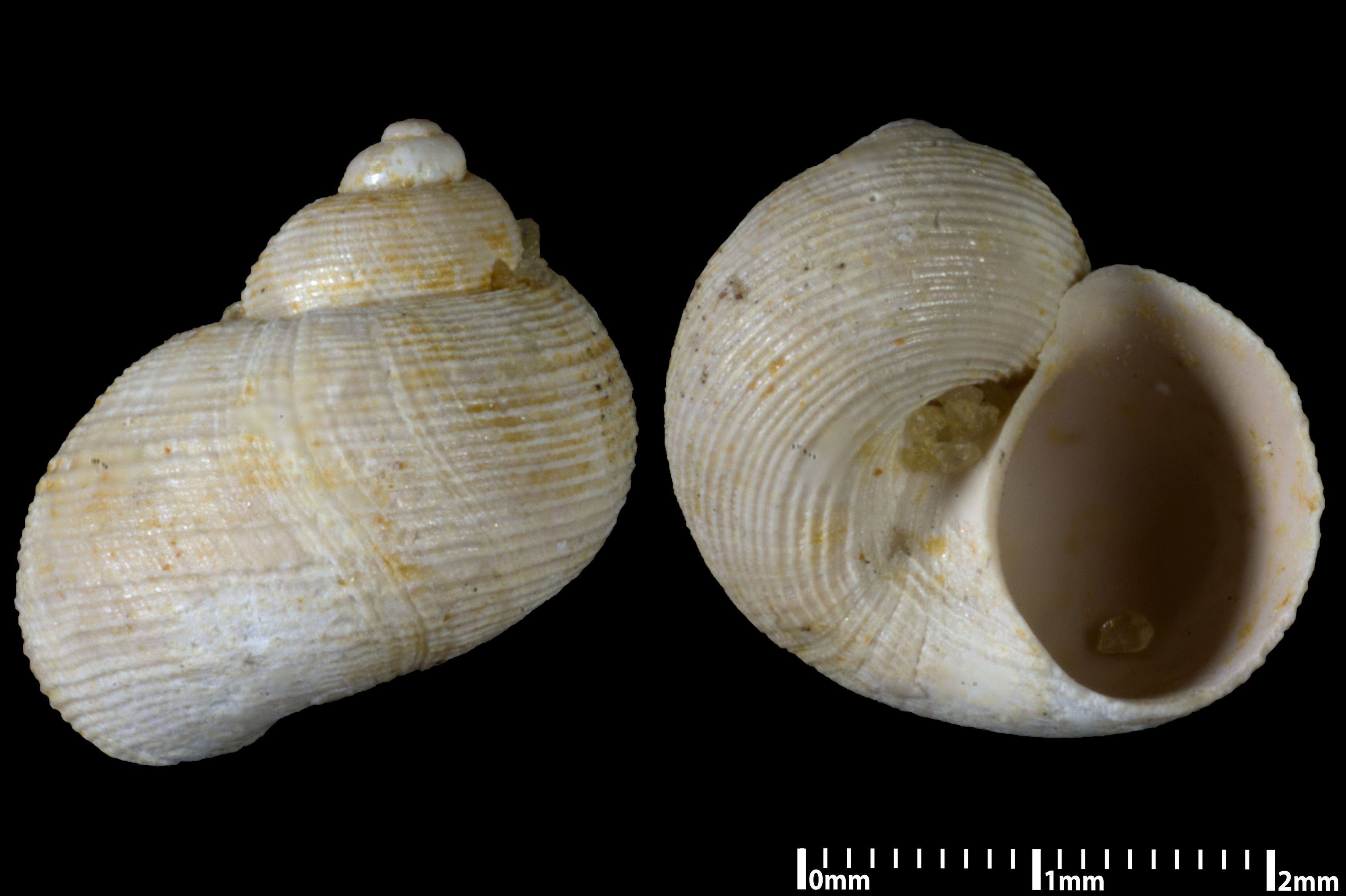
Gastéropodes - Le Guépelle.

Site de l'éocène exposant une coupe quasi complète du Bartonien. Les sables du Guépelle sont très riches en fossiles (plus d'un millier d'espèces, dont plus d'une dizaine de mammifères).

#### Picardie

##### Carrières de Vassens
Les carrières de Vassens se situent à la charnière entre l'Aisne et l'Oise en Picardie. D'une superficie d'une centaine d'hectares, elles s'étendent sur les communes de Vassens, Autrêches et Audignicourt.

## Histoire

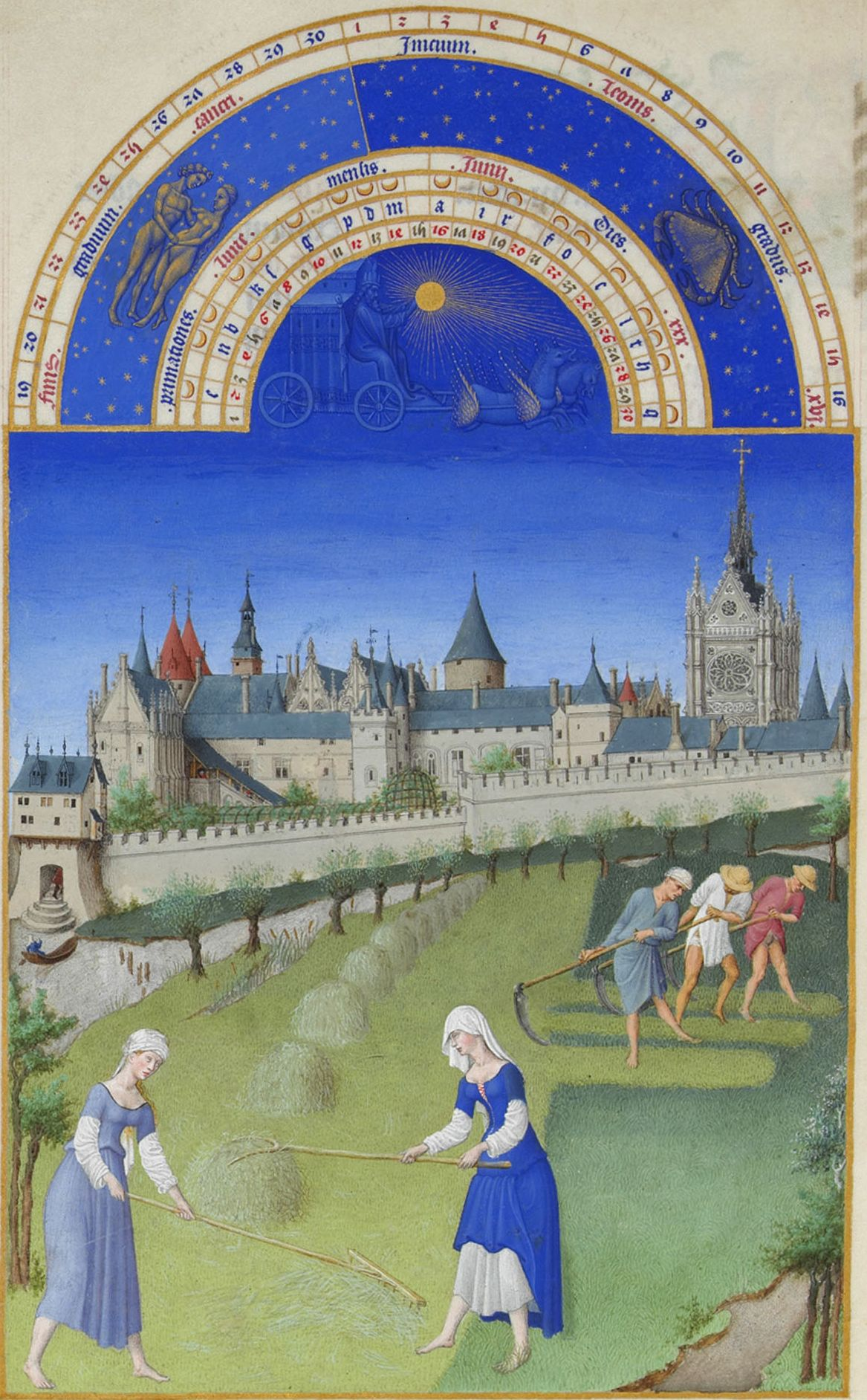
Le palais royal dans l'île de la Cité à Paris (extrait des Très Riches Heures du duc de Berry).

Au Xe siècle, les Capétiens sont seigneurs en Île-de-France. Autour de leurs possessions primitives, ils vont rassembler patiemment les seigneuries de la région qui vont former le domaine royal. Le maintien de la couronne royale dans leur famille pendant huit siècles et leur décision, au XIIIe siècle, d'implanter à Paris l'administration royale, va faire du Bassin parisien le cœur du royaume de France. La ville de Paris, les grandes cathédrales, les châteaux de la Loire, Fontainebleau, Versailles en sont les symboles. La facilité du ravitaillement alimentaire (riches régions agricoles), de matériaux de construction (pierre de taille, bois de chêne, plâtre, chaux, argile) et d'énergie (bois de feu, moulins à eau, transports fluviaux) va permettre le développement de la capitale, qui devient rapidement une des plus importantes villes d'Europe. Le Bassin parisien centré sur Paris est ainsi le berceau de la civilisation française, qui va ensuite s'étendre en intégrant d'autres territoires. La présence d'une population aisée et très nombreuse, liée au pouvoir politique, va développer l'artisanat (souvent de luxe), puis, au XIXe siècle, l'industrialisation de la capitale et de ses environs immédiats et stimuler l'agriculture du bassin. Cependant, la forte unité territoriale du Bassin parisien et la forte centralisation des pouvoirs politique et économique à Paris ne vont pas permettre l'émergence de villes concurrentes autour de la capitale, qui apparaît comme un soleil entouré de minuscules planètes et comme la seule vraie métropole d'un vaste et riche territoire agricole.

## Économie

### L'arrière-pays d'une ville-monde
Le Bassin parisien constitue la zone d'influence et l'arrière-pays d'une ville mondiale. Les villes de la région forment un réseau hiérarchique dominé par la plus importante agglomération urbaine de l'Europe continentale.
La vallée de la Seine est l'axe de communication principal de cet ensemble régional avec les ports de Rouen qui exporte la majorité de ses productions agricoles et du Havre, principalement importateur et concurrencé par les ports d'Europe du Nord, particulièrement Anvers et Rotterdam.

### De la décentralisation des années 1970 à la région mondiale des années 2000
Plutôt rural et artisanal au sortir de la Seconde Guerre mondiale, le Bassin parisien effectue une mutation à marche forcée qui va précipiter son intégration à l'économie francilienne à partir des années 1960. La décentralisation de l'industrie française, décidée dans un but d'aménagement du territoire, va irriguer les régions entourant la capitale. Elle va également initier une spécialisation fonctionnelle très importante à l'origine de relations très hiérarchiques entre les espaces centraux et périphériques.
La recomposition en profondeur que connaît l'économie française à partir des années 1980 n'épargne pas le Bassin parisien. Les années 1990 sont ainsi marquées par de nombreuses fermetures d'usines, pour beaucoup issues de la décentralisation. Mais cette période ouvre aussi une nouvelle ère dans les relations entre Paris et son arrière-pays économique puisque, profitant de la qualité de la main-d'œuvre et de la proximité de Paris et d'un grand marché final, de très nombreux groupes internationaux viennent s'implanter dans le Bassin parisien. Cette modification de l'économie de l'Île-de-France alimente une modification des relations entre Paris et le Bassin parisien. Des secteurs apparaissent ainsi en périphérie, entraînant le centre dans leur dynamique et redéfinissant les hiérarchies supposées.

### Vidéo
- Histoire géologique du Bassin Parisien. Vidéo du BRGM.